# Domenico Pecchio
Domenico Pecchio, né le 20 mai 1687 à Casaleone, et mort le 14 avril 1760 à Vérone, est un peintre italien.

## Biographie
Il est élève de Antonio Balestra.